# Cabo Punta Banda
La Punta Banda es un cabo ubicado al suroeste de la ciudad de Ensenada en el municipio de Ensenada, Baja California, México.

## Geografía
Punta Banda forma parte del perímetro de la costa del sur de la Bahía de Todos Santos, que resguarda el Puerto de Ensenada de la corriente de California. Las islas gemelas de  Todos Santos se encuentran aproximadamente a 6 kilómetros (3.7 millas) de la punta noroeste de la península, protegiendo aún más la bahía del océano abierto.

## Ecología
La península se encuentra entre las ecorregiones de la Salvia y chaparral costero de California, al nordeste, y del Desierto de Baja California, al suroeste.

## Turismo
Punta Banda es un destino turístico, conocido por La Bufadora, uno de los bufaderos (bufón) más grandes del mundo y el único en América del Norte.